# Пучкогілочник повзучий
Пучкогілочник повзучий (Platygyrium repens) — вид мохів порядку гіпнобрієвих (Hypnales).

## Поширення
Ареал охоплює такі частини світу: Європа, Північна Америка, Азія.
Населяє тінисті, вологі ліси, колоди, пні, стовбури та основи дерев, старі дерев’яні споруди, затінені камені, ґрунт; на висотах від 0 до 2000 метрів.

## Характеристика

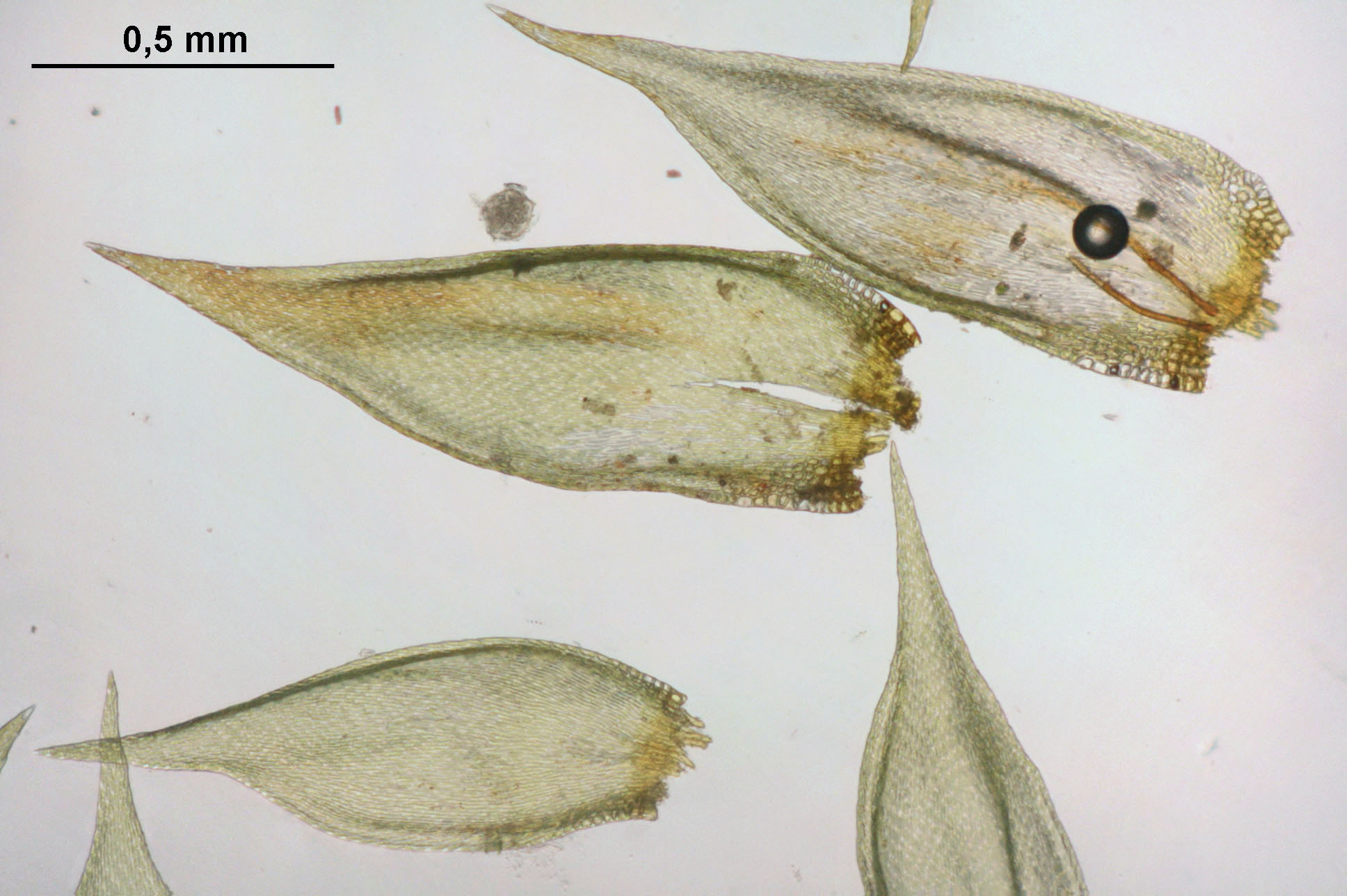

Рослини від маленьких до помірно великих, від зелених до бронзових або темніших, часто чорнуваті. Стебла з короткими або іноді подовженими гілками, висхідними, загнутими на верхівках або іноді прямими. Листки не складчасті, 0.8–1.1 мм; краї від непомітно до сильно загнутих проксимально; верхівка від гострої до загостреної. Спеціалізоване нестатеве розмноження гілочками розплоду, багато і помітно на верхівках гілок. Коробочкові ніжки 1.2–2 мм. Коробочка субциліндрична, симетрична або злегка асиметрична, 1–2.5 мм. Спори 13–18 мкм.